# Sädvvájávrre
Sädvvájávrre, med den äldre stavningen Sädvajaure, är en sjö i Arjeplogs kommun i Lappland som ingår i Skellefteälvens huvudavrinningsområde. Sjön är 120 meter djup, har en yta på 40,1 kvadratkilometer och befinner sig 466,6 meter över havet. Sädvvájávrre ligger i den översta delen av Skellefteälven och avvattnas av den samma. Vid provfiske har kanadaröding, röding, splejk (hybrid) och öring fångats i sjön.
Silvervägen följer Sädvvájávrres norra strand och Pieljekaise nationalpark ligger på södra sidan och sträcker sig ut i sjön.

## Vattenkraftsmagasin
Sädvvájávrre utnyttjas som vattenmagasin för långtidsreglering av vattenkraftsproduktionen i den nästan helt utbyggda Skellefteälven. Sjön har reglerats i flera omgångar åren 1942, 1953 och 1985. Vattennivån varierar mellan 460,7 och 477 m över havet. Magasinets volym är 605 miljoner m³.

## Nasafjällshyttan

### Skogspåverkan

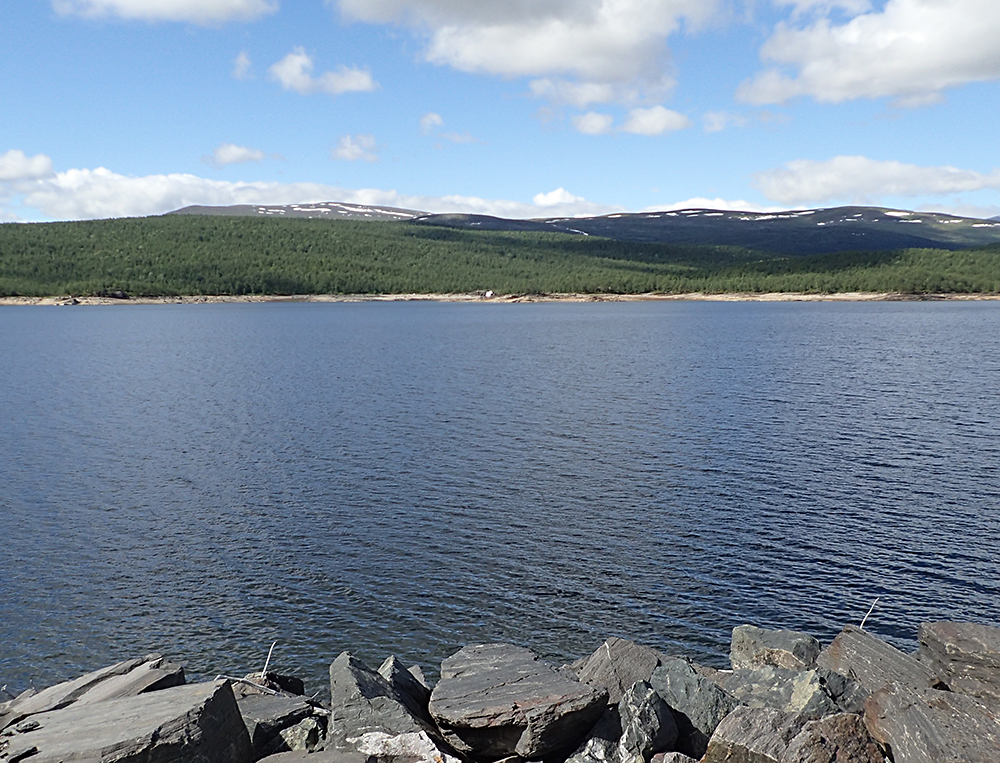
I mitten av bilden skymtar utloppet av vattendraget Silbbajåhkå, där Nasafjälls hytta var belägen under mitten av 1600-talet och en liten kyrka fram till 1777.

På södra sidan av Sädvvájávrre, nära utloppet av vattendraget Silbbajåhkå, fanns åren 1635–1659 en hytta som tillhörde Nasafjälls silververk. Silbbajåhkå har där forsar lämpliga för att driva hyttans blåsbälgar. Kring Sädvvájávrre fanns vid denna tid också omfattande tallskogar varifrån man tog ved och träkol till hyttan. Totalt kalhöggs minst 4 000–5 000 hektar. Tallstubbar från dessa avverkningar finns fortfarande kvar runt hela sjön och kolbottnar har hittats på flera ställen. Tallskogen har fortfarande inte återhämtat sig. Vid sjöns västra del, väster om hyttan, finns idag endast enstaka tallar. Österut ökar inslaget av tall och ibland finns även små bestånd, men nästan samtliga träd har grott efter Nasafjällsepokens avslutande.

### Silbojokks församlingskyrka
När hyttan anlades inrättades också en församling, Silbojokks församling, för hyttfolket. Man vet inte mycket om den första kyrkobyggnaden, men församlingen bildades formellt 1640 och fick sin första kyrkoherde, Johannes Byrelius, samma år. År 1659 brändes både hyttan och kyrkan ned av en norsk styrka.
Hyttan byggdes inte upp igen, men församlingen levde vidare för fjällsamernas behov. Gudstjänst förrättades sommartid, den tid då samerna uppehöll sig i området, i en sal i ett av de kvarvarande husen. Lokalen var emellertid mycket trång för församlingen, som omfattade ungefär 80 personer. En ny kyrka uppfördes därför 1691 i anslutning till kyrkogården. Efter att den brunnit ned 1747 ställdes en provisorisk gudstjänstlokal i ordning, och även fortsättningsvis förrättades gudstjänster för samerna sommartid i Silbojokk. Under 1760-talet fördes diskussioner om att bygga en ny kyrka. Eftersom det inte längre fanns någon användbar timmerskog kring Sädvvájávrre blev det i stället så att ett nytt kapell 1777 uppfördes i Lövmokk strax norr om Jäkkvik. Därefter upphörde Silbojokk att existera som församling.

### Arkeologiska undersökningar
Inför den senaste höjningen av Sädvvájávrres dämningsgräns utfördes arkeologiska undersökningar 1983 och 1984. Hyttanläggningen, som låg söder om Silbbajåhkå, grävdes ut tillsammans med bostads- och uthus. Norr om bäcken undersöktes resterna av en smedja. På den så kallade Kyrkudden hittades resterna av en byggnad som osäkert tolkades som en kyrka. Dock fanns inga spår av begravningar i närheten. Efter dämningsgränsens höjning 1985 utsattes hyttområdet årligen för kraftig påverkan av vatten och is. Efter att stora jordmassor spolats bort hittade två ortsbor ett kranium 2002, vilket ledde till att en räddningsundersökning genomfördes 2004. Arkeologerna kunde konstatera att det var den gamla begravningsplatsen som kommit i dagen. Där fanns också en husgrund som antogs vara rester efter en av de två kyrkobyggnader som funnits i Silbojokk. Inuti och omkring grunden hittades elva gravar med totalt 15 individer. Vid fortsatta utgrävningar 2005 hittades ytterligare tolv gravar samt lämningar efter minst 13 individer. Då påträffades även rester av vad som antogs vara den andra kyrkobyggnaden. Ännu en undersökning genomfördes 2015, då begravningsplatsens utbredning kunde avgränsas på ett bättre sätt och närmare 250 lösfynd hittades i svallgrundet, mest spik men även mänskliga ben, fönsterglas och bly. Tre gravar undersöktes. Det ansågs nu klarlagt att man lokaliserat rester efter båda de kyrkobyggnader som ska ha uppförts i Silbojokk.

## Delavrinningsområde
Sädvvájávrre ingår i delavrinningsområde (737429-153274) som SMHI kallar för Utloppet av Sädvajaure. Medelhöjden är 552 meter över havet och ytan är 130,65 kvadratkilometer. Räknas de 86 avrinningsområdena uppströms in blir den ackumulerade arean 1 467,19 kvadratkilometer. Avrinningsområdets utflöde Skellefteälven mynnar i havet. Avrinningsområdet består mestadels av skog (63 procent). Avrinningsområdet har 40,38 kvadratkilometer vattenytor vilket ger det en sjöprocent på 30,9 procent.